# Sharks (rugby a 15)
Sharks è una franchise sudafricana professionistica di rugby a 15 che milita nel campionato United Rugby Championship.
Istituita nel 1998 come propaggine professionistica della provincia del KwaZulu-Natal della Federazione sudafricana, in totale la squadra ha raggiunto la finale del torneo in quattro occasioni (1996, 2001, 2007 e 2012), senza tuttavia riuscire a conquistare il titolo.
La franchise mutua numerosi giocatori dal Natal Sharks, la formazione provinciale che disputa altresì la Currie Cup, e dalle altre squadre del territorio della provincia.
Il nome (in italiano Squali) fa riferimento al fatto che il largo delle coste di Durban, città di sede della franchise, è popoloso di squali.
L'impianto interno degli incontri degli Sharks è il Kings Park Stadium di Durban, anche noto come ABSA Stadium (55 000 spettatori).

## Cronologia
| Cronistoria degli Sharks |
| --- |
| - 1998 · Costituzione della franchigia dei Coastal Sharks - 1998 · 3º Super 12 (sconfitta in semifinale) - 1999 · 7º Super 12 - 2000 · 12º Super 12 - 2000 · Cambio nome in Sharks - 2001 · 2º Super 12 (sconfitta in finale per il titolo) - 2002 · 10º Super 12 - 2003 · 11º Super 12 - 2004 · 7º Super 12 - 2005 · 12º Super 12 - 2006 · 5º Super 14 - 2007 · 1º Super 14 (sconfitta in finale per il titolo) - 2008 · 3º Super 14 (sconfitta in semifinale) - 2009 · 6º Super 14 - 2010 · 9º Super 14 - 2011 · 2º ZAF Conference Super Rugby (sconfitta ai preliminari play-off) - 2012 · 3º ZAF Conference Super Rugby (sconfitta in finale per il titolo) - 2013 · 4º ZAF Conference Super Rugby - 2014 · 1º ZAF Conference Super Rugby (sconfitta in semifinale) - 2015 · 4º ZAF Conference Super Rugby - 2016 · 2º Africa 2 Conference Super Rugby (sconfitta nei quarti di finale) - 2017 · 2º Africa 2 Conference Super Rugby (sconfitta nei quarti di finale) - 2018 · 3º ZAF Conference Super Rugby (sconfitta nei quarti di finale) - 2019 · 3º ZAF Conference Super Rugby (sconfitta nei quarti di finale) - 2020 · South African Conference stagione interrotta a causa della pandemia 3º Super Rugby Unlocked - 2020 · La SARU ritira le quattro franchigie dal Super Rugby per unirsi al Pro14 - 2021 · 3º girone Sud Pro14 Rainbow Cup - 2021-22 · 3º girone sudafricano URC (sconfitta nei quarti di finale) |

## Allenatori
- 1996-1999  Ian McIntosh
- 1999-2000  Hugh Reece-Edwards
- 2000-2002  Rudolf Straeuli
- 2002-2006  Kevin Putt
- 2006-2008  Dick Muir
- 2008-2012  John Plumtree
- 2012-2013  Brendan Venter
- 2013-2014  Jake White
- 2014-2016  Gary Gold
- 2016-2020  Robert Du Preez
- 2020-2022  Sean Everitt
- 2022-2023  Neil Powell
- 2023-  John Plumtree

## Palmarès
- Challenge Cup: 1
2023-24